# Mahmoud Alaa
Mahmoud Alaa Eldin Mahmoud Ibrahim (ar. محمود علاء; ur. 28 stycznia 1991 w Aleksandrii) – egipski piłkarz grający na pozycji środkowego obrońcy. Od 2017 jest zawodnikiem klubu Zamalek SC.

## Kariera klubowa
Swoją piłkarską karierę Alaa rozpoczął w klubie Haras El-Hodood. W 2010 roku awansował do pierwszego zespołu i w sezonie 2010/2011 zadebiutował w pierwszej lidze egipskiej. Grał w nim do końca sezonu 2014/2015. Latem 2015 przeszedł do Wadi Degla SC. W nim występował przez dwa lata.
W sierpniu 2017 roku Alaa przeszedł do Zamaleku. Wraz z Zamalekiem mistrzostwo Egiptu w sezonie 2020/2021 oraz dwa wicemistrzostwa w sezonach 2018/2019 i 2019/2020. Zdobył też dwa Puchary Egiptu w sezonach 2017/2018 i 2018/2019. W sezonie 2018/2019 sięgnął po Puchar Konfederacji.
W lutym 2020 zdobył Superpuchar Afryki (zagrał w wygranym 3:1 meczu z Espérance Tunis). W listopadzie 2020 wystąpił w przegranym 1:2 finale Ligi Mistrzów z Al-Ahly Kair.
| Sezon   | Klub            | Kraj  | Rozgrywki                   | Mecze | Gole |
| ------- | --------------- | ----- | --------------------------- | ----- | ---- |
| 2010/11 | Haras El-Hodood | Egipt | Ad-Dauri al-Misri al-Mumtaz | 6     | 0    |
| 2011/12 | Haras El-Hodood | Egipt | Ad-Dauri al-Misri al-Mumtaz | 12    | 0    |
| 2012/13 | Haras El-Hodood | Egipt | Ad-Dauri al-Misri al-Mumtaz | 12    | 0    |
| 2013/14 | Haras El-Hodood | Egipt | Ad-Dauri al-Misri al-Mumtaz | 17    | 0    |
| 2014/15 | Haras El-Hodood | Egipt | Ad-Dauri al-Misri al-Mumtaz | 35    | 2    |
| 2015/16 | Wadi Degla      | Egipt | Ad-Dauri al-Misri al-Mumtaz | 24    | 5    |
| 2016/17 | Wadi Degla      | Egipt | Ad-Dauri al-Misri al-Mumtaz | 30    | 5    |
| 2017/18 | Zamalek SC      | Egipt | Ad-Dauri al-Misri al-Mumtaz | 26    | 5    |
| 2018/19 | Zamalek SC      | Egipt | Ad-Dauri al-Misri al-Mumtaz | 28    | 15   |
| 2019/20 | Zamalek SC      | Egipt | Ad-Dauri al-Misri al-Mumtaz | 27    | 10   |
| 2020/21 | Zamalek SC      | Egipt | Ad-Dauri al-Misri al-Mumtaz | 19    | 1    |

## Kariera reprezentacyjna
W 2012 roku Alaa był w kadrze Egiptu na Igrzyska Olimpijskie w Londynie. W reprezentacji Egiptu zadebiutował 11 maja 2012 w wygranym 4:1 towarzyskim meczu z Libanem, rozegranym w Trypolisie. W 2019 roku był w kadrze Egiptu na Puchar Narodów Afryki 2019. Rozegrał na nim trzy mecze: grupowe z Zimbabwe (1:0) i z Demokratyczną Republiką Konga (2:0) i w 1/8 finału z Południową Afryką (0:1).
W 2022 roku Alaa został powołany do kadry na Puchar Narodów Afryki 2021. Na tym turnieju rozegrał jeden mecz, ćwierćinałowy z Marokiem (2:1 po dogrywce). Z Egiptem wywalczył wicemistrzostwo Afryki.